# Hope & Sorrow (album)
Hope & Sorrow – siódmy studyjny album zespołu Sevendust. Ostatni album nagrany z udziałem gitarzysty zespołu Sonnym Mayo.

## Lista utworów
1. "Inside" – 4:36
2. "Enough" – 4:34
3. "Hope" (featuring Mark Tremonti) – 4:42
4. "Scapegoat" – 3:55
5. "Fear" – 5:06
6. "The Past" (featuring Chris Daughtry) – 3:53
7. "Prodigal Son" – 3:33
8. "Lifeless" – 4:34
9. "Sorrow" (featuring Myles Kennedy) – 4:49
10. "Contradiction" – 3:24
11. "Walk Away" – 6:24

## Utwory bonusowe
1. "Lucky One" (dostępny z płytą na portalu Best Buy)
2. "Heart In Your Hands" (dostępny z płytą na portalu Best Buy)
3. "Disgust" (dostępny z płytą na portalu iTunes)

## Miejsca na listach przebojów

### Albumy
| Rok  | Lista             | Pozycja |
| ---- | ----------------- | ------- |
| 2008 | The Billboard 200 | 19      |

### Single
| Rok  | Utwór          | Lista                  | Pozycja |
| ---- | -------------- | ---------------------- | ------- |
| 2008 | "Prodigal Son" | Mainstream Rock Tracks | 19      |
| 2008 | "The Past"     | -                      | -       |